# Monodora junodii
Monodora junodii Engl. & Diels – gatunek rośliny z rodziny flaszowcowatych (Annonaceae Juss.). Występuje naturalnie w Południowej Afryce, Zimbabwe, Mozambiku, Malawi, Tanzanii oraz Kenii. 

## Morfologia
PokrójZimozielone małe drzewo lub krzew dorastające do 7 m wysokości. Kora ma szarą barwę.
LiścieMają kształt od lancetowatego do podłużnie eliptycznego. Mierzą 6,5–22 cm długości oraz 3–7,5 cm szerokości. Blaszka liściowa jest całobrzega o zaokrąglonym wierzchołku.
KwiatySą pojedyncze, zwisające. Płatki mają barwę od czerwonej do brązowoczerwonawej.
OwoceZdrewniałe owocostany o kulistym kształcie. Osiągają 4–4,5 cm średnicy. Są szarego koloru, później przebarwiając się na czarno.

## Biologia i ekologia
Rośnie w zaroślach oraz na otwartych przestrzeniach w lasach, na glebach suchych i piaszczystych. Występuje na wysokości do 900 m n.p.m. Kwitnie od września do listopada, natomiast owoce dojrzewają od stycznia do marca. 

## Zastosowanie
Niekiedy nasiona tego gatunku są używane przez kobiety lokalnych społeczności do tworzenia naszyjników.